# Aleksiej Bielakow

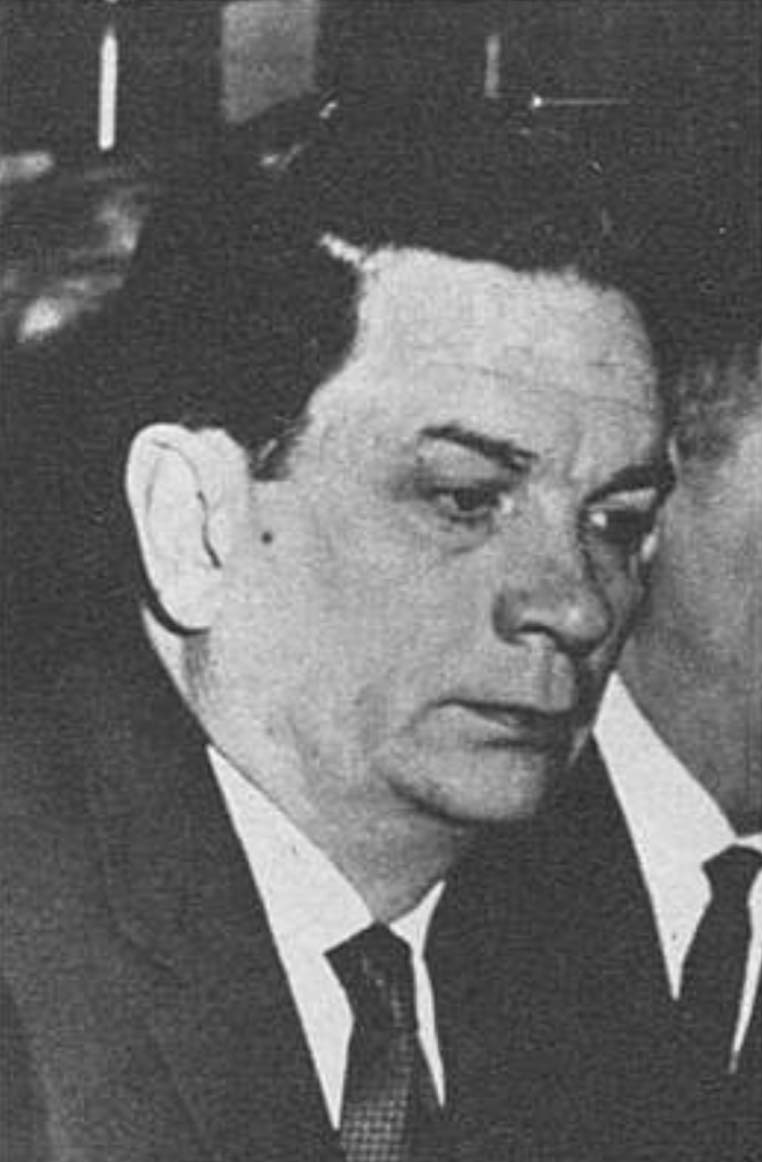
Aleksiej Bielakow

Aleksiej Stiepanowicz Bielakow (ros. Алексей Степанович Беляков, 1907–1971) – radziecki naukowiec i dyplomata, pomocnik Otto Kuusinena, członek KC KPZR, zastępca kierownika Wydziału Międzynarodowego KC KPZR, w latach 1970–1971 ambasador ZSRR w Finlandii. Brał udział w napisaniu podręcznika Podstawy marksizmu-leninizmu pod redakcją Otto Kuusinena. Był znany z zamiłowania do alkoholu.